# Жайворонки (фільм)
«Жайворонки» (латис. «Cīrulīši») — радянська соціальна драма за однойменною п'єсою Харія Гулбіса режисера Ольгерта Дункерса, знята ним на замовлення Держтелерадіо СРСР на Ризькій кіностудії у 1980 році.

## Сюжет
Зелма, яка прожила довге трудове життя на своєму старому хуторі «Жайворонки», повинна переїхати в інший район до одного зі своїх синів. У батьківському домі збираються всі члени родини: Елмар, журналіст ризької газети зі своєю дружиною, вдалим науковцем Гундегою; Раймонд, один з керівників в сусідньому колгоспі, і дочка — доктор, що живе недалеко від матері. У всіх дітей накопичилися життєві проблеми, і Зелма переживає за кожного з них. Їй дуже не хочеться їхати з рідного дому. Попри всі доводи дітей, подумавши, вона скасовує вирішену поїздку і залишається на хуторі.

## У ролях
- Велта Ліне — Зелма
- Юріс Леяскалнс — Елмар
- Вія Артмане — Гундега
- Улдіс Думпіс — Раймонд
- Ліліта Озоліня — Візма
- Анда Зайце — Сілвія
- Астріда Кайріша — Інгріда
- Дін Рітенберг — Дідзіс
- Ерленд Рітенберг — Гатіс

## Знімальна група
- Сценарій — Ольґертс Дункерс
- Режисер — Ольґертс Дункерс
- Оператор — Гвідо Скулте
- Художник — Інара Антоне
- Композитор — Раймонд Паулс